# Кератолитик
Кератоли́тик — вещество, вызывающее активное отшелушивание омертвевших клеток с поверхности кожи. Применяется при гиперкератозе, и ряде других патологических состояний в дерматологии. Наиболее распространёнными кератолитиками являются оксикислоты (в частности AHA), салициловая кислота и кремы на их основе. Препараты следует назначать с осторожностью, в связи с опасностью развития побочных эффектов, таких как дерматиты, изъязвления эпителиального покрова, гипопигментация, атрофия кожи.
Кератолитическая терапия применяется для удаления бородавок, мозолей и других поражений, при которых эпидермис производит избыточную кожу. При этой терапии на очаг поражения наносят кислые местные лекарства, такие как мазь Уитфилда или раствор Джесснера, чтобы истончить кожу на нем и вокруг него. Эта терапия заставляет внешний слой кожи ослабевать и сбрасывать. 
Кератолитики также можно использовать для смягчения кератина, основного компонента кожи. Это служит для улучшения влагосвязывающей способности кожи, что полезно при лечении сухой кожи. К таким агентам (кератолитикам) относятся щелочи (при отеке и гидролизе кожи), салициловая кислота, мочевина, молочная кислота, аллантоин, гликолевая кислота и трихлоруксусная кислота. 
В то время как цитостатические агенты, такие как пиритион цинка, являются препаратами первой линии, кератолитики (салициловая кислота и сера) также могут использоваться при лечении перхоти и себорейного дерматита.